# Canton d'Offranville
Le canton d'Offranville est une ancienne division administrative française située dans le département de la Seine-Maritime et la région Haute-Normandie.

## Géographie
Ce canton était organisé autour d'Offranville dans l'arrondissement de Dieppe. Son altitude variait de 0 m (Hautot-sur-Mer) à 129 m (Arques-la-Bataille) pour une altitude moyenne de 73 m.

## Représentation

### Conseillers généraux de 1833 à 2015
- De 1833 à 1848, les cantons de Dieppe et d'Offranville avaient le même conseiller général. Le nombre de conseillers généraux était limité à 30 par département[1].

| Période | Période          | Identité                                     | Étiquette           | Qualité |
| ------- | ---------------- | -------------------------------------------- | ------------------- | --- |
| 1833    | 1836             | Comte Alexandre d'Haubersart                 | Conservateur        | Pair de France (1824-1848) Maire de Derchigny (1831-1848) |
| 1836    | 1845             | Eléonor Nell Suzanne de Bréauté              |                     | Propriétaire à La Chapelle-du-Bourgay Physicien et astronome à Rouen Président du comice agricole de Dieppe |
| 1845    | 1848             | Pierre Capperon                              |                     | Avocat, juge, adjoint au maire de Dieppe |
| 1848    | 1852             | Stanislas Lemoyne d'Aubermesnil              | Droite              | Magistrat, propriétaire à Aubermesnil, conseiller d'arrondissement Représentant du peuple (1849-1851) |
| 1852    | 1855             | M. Leleu                                     |                     | Ancien Président du Tribunal de Dieppe Conseiller à la Cour Impériale de Rouen |
| 1855    | 1871             | Marquis Louis de Montaignac de Chauvance     | Droite              | Contre-amiral Député de l'Allier (1871-1875) Sénateur inamovible (1875-1891) Ministre de la Marine (1874-1876) |
| 1871    | 1873 (démission) | M. Larible                                   |                     | Filateur à Offranville |
| 1873    | 1891 (décès)     | Henri Quévremont                             | Droite royaliste    | Maire de Varengeville-sur-Mer, conseiller d'arrondissement |
| 1891    | 1924 (décès)     | Paul de Laborde-Noguez (1851-1924)           | Droite Progressiste | Propriétaire du château de Rosendal à Rouxmesnil-Bouteilles |
| 1924    | 1940             | Robert Thoumyre                              | AD                  | Avocat Député (1919-1932) Sénateur (1932-1940) Président du Conseil général (1935-1940) Sous-Secrétaire d’État et Ministre (1920-1921 et 1930) Nommé membre de la Commission administrative départementale en 1941 |
|         |                  |                                              |                     | |
| 1945    | 1964             | Léonce Grau                                  | SFIO puis Soc.ind.  | Président du casino de Pourville-sur-Mer Maire d'Hautot-sur-Mer |
| 1964    | 1976             | Bernard des Champs de Boishébert (1905-1988) | RI                  | Maire d'Offranville (1945-1971) |
| 1976    | 1982             | Guy Sénécal                                  | PCF                 | Maire d'Arques-la-Bataille (1971 → 2020) |
| 1982    | 2008             | Jean Dasnias                                 | PS puis DVG         | Proviseur Maire d'Offranville (1971 → 2008) Président de Dieppe-Maritime (2003 → 2008) |
| 2008    | 2015             | Bruno Bienaimé                               | PS                  | Cadre Maire de Martigny |

### Conseillers d'arrondissement (de 1833 à 1940)
| Période                                  | Période      | Identité                          | Étiquette           | Qualité |
| ---------------------------------------- | ------------ | --------------------------------- | ------------------- | --- |
| 1833                                     | 1839 (décès) | Jean Victor Delabarre (1792-1839) |                     | Avocat puis juge suppléant au Tribunal civil de Dieppe                                                      |
| 1839                                     | 1848         | Stanislas Lemoyne d'Aubermesnil   |                     | Magistrat, propriétaire à Aubermesnil                                                                       |
| 1848                                     | 1864         | Achille Houdeville                | Bonapartiste        | Propriétaire, maire de Saint-Denis-d'Aclon                                                                  |
| 1864                                     | 1873         | Henri Quévremont                  | Royaliste           | Maire de Varengeville-sur-Mer                                                                               |
| 1873                                     | 1883         | Henri Pimont                      | Royaliste           | Propriétaire à Dieppe                                                                                       |
| 1883                                     | 1910         | Léon-Alexandre Le Moine           | Royaliste           | Manufacturier à Hautot-sur-Mer, président du Conseil d'arrondissement                                       |
| 1910                                     | 1919         | Marcel Chatain                    | Républicain         | Maire du Bourg-Dun                                                                                          |
| 1919                                     | 1928         | François Leclerc                  | Républicain libéral | Agriculteur, maire d'Ouville-la-Rivière                                                                     |
| 1928                                     | 1940         | Maurice de Ladoucette             | Union républicaine  | Propriétaire à Rouxmesnil-Bouteilles                                                                        |
| 1940                                     |              |                                   |                     | Les conseils d'arrondissement ont été suspendus par la loi du 12 octobre 1940 et n'ont jamais été réactivés |
| Les données manquantes sont à compléter. |              |                                   |                     | |

## Composition
Le canton d'Offranville regroupait 18 communes et comptait 17 936 habitants (recensement de 1999 sans doubles comptes).
| Communes                  | Population (2012) | Code postal | Code Insee |
| ------------------------- | ----------------- | ----------- | ---------- |
| Ambrumesnil               | 450               | 76550       | 76004      |
| Arques-la-Bataille        | 2 535             | 76880       | 76026      |
| Aubermesnil-Beaumais      | 457               | 76550       | 76030      |
| Le Bourg-Dun              | 440               | 76740       | 76133      |
| Colmesnil-Manneville      | 140               | 76550       | 76184      |
| Hautot-sur-Mer            | 2 120             | 76550       | 76349      |
| Longueil                  | 513               | 76860       | 76395      |
| Martigny                  | 531               | 76880       | 76413      |
| Offranville               | 3 470             | 76550       | 76482      |
| Ouville-la-Rivière        | 602               | 76860       | 76492      |
| Quiberville               | 467               | 76860       | 76515      |
| Rouxmesnil-Bouteilles     | 1 774             | 76370       | 76545      |
| Saint-Aubin-sur-Scie      | 1 120             | 76550       | 76565      |
| Saint-Denis-d'Aclon       | 196               | 76860       | 76572      |
| Sainte-Marguerite-sur-Mer | 502               | 76119       | 76605      |
| Sauqueville               | 360               | 76550       | 76667      |
| Tourville-sur-Arques      | 1 080             | 76550       | 76707      |
| Varengeville-sur-Mer      | 1 179             | 76119       | 76720      |

## Démographie
| 1962   | 1968   | 1975   | 1982   | 1990   | 1999   | 2009 |
| ------ | ------ | ------ | ------ | ------ | ------ | ---- |
| 13 272 | 13 848 | 14 550 | 16 105 | 17 170 | 17 936 | -    |